# Contre Faustus
Ne doit pas être confondu avec Faust.

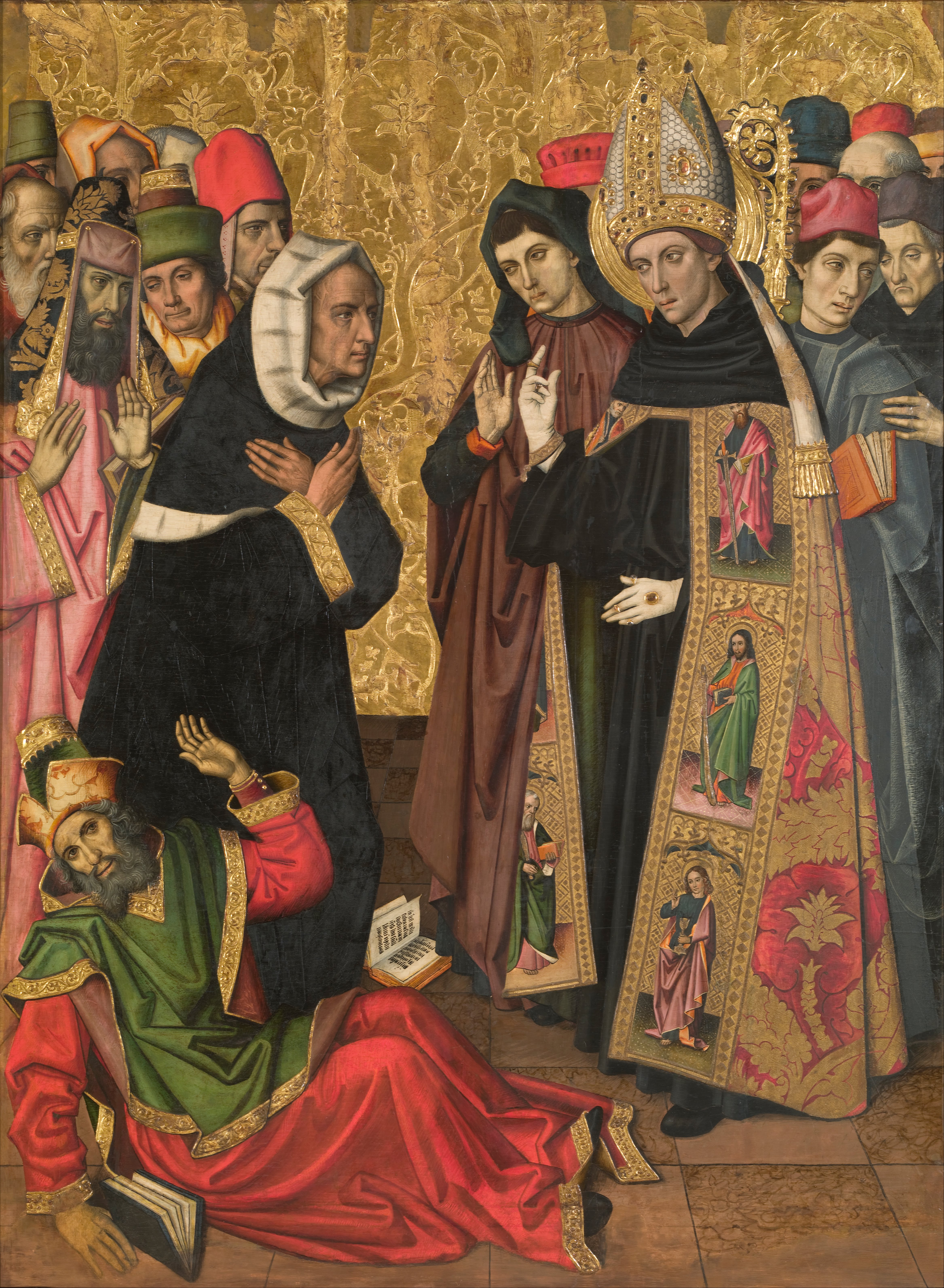
Augustin en controverse avec des hérétiques, Vergós Group (entre 1470 et 1486), musée national d'Art de Catalogne, Barcelone.

Contre Faustus, ou Contre Fauste, le Manichéen (Contra Faustum Manichaeum) est un traité théologique et polémique d'Augustin d'Hippone divisé en 33 livres, qui cherche à réfuter les thèses manichéennes de Faustus de Milève. Augustin fut lui-même tenté par le manichéisme avant de s'en démarquer et de le considérer comme une religion erronée. L'ouvrage a participé à faire de la religion de Mani une hérésie pour l'Église catholique.

## Situation dans l'œuvre
Le Contre Faustus a été composé entre 400 et 402.  Dans le catalogue des œuvres complètes d'Augustin, il suit les Confessions, composées entre 397 et 401.
Faustus de Milève était l'évêque des manichéens d'Occident. Il est décédé une dizaine d'années avant qu'Augustin ne prenne connaissance de ses traités, les Capitula, apportés par des « frères » (fratres) chrétiens. Dans ces traités, le docteur manichéen critique Augustin devenu récemment évêque catholique d'Hippone. Augustin décide de répondre au scandale par son traité Contre Faustus, comme le rappelle Michel Tardieu dans « La foi hippocentaure ».
Augustin avait déjà évoqué Faustus dans ses Confessions, expliquant sa prise de distance avec le manichéisme, qui l'avait d'abord attiré. Augustin dit de Faustus qu'il est le « grand filet du diable » et qu'il faisait preuve d'une « suave éloquence ». Michel Tardieu cite les références à Faustus et aux manichéens dans les Confessions dans son article « La foi hippocentaure ».
Il y a un manuscrit du Contre Faustus à la bibliothèque de Clairvaux, c'est le plus ancien des manuscrits de cette bibliothèque. Il a été recopié vers 1120-1130, il est témoin de la lutte contre « la résurgence d'un néo-manichéisme au XIIe siècle ».

## Contenu

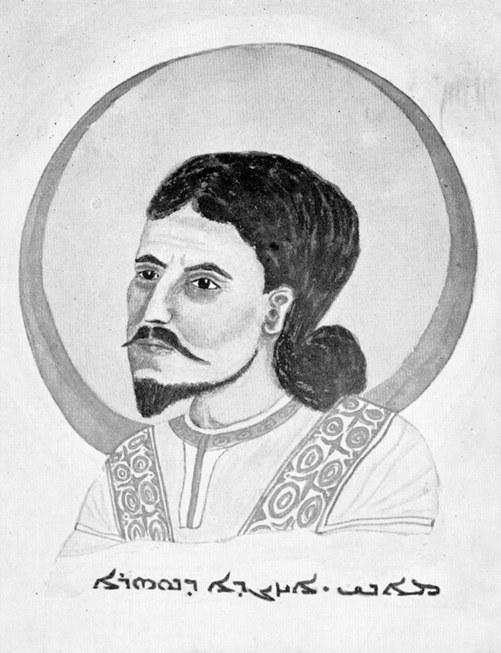
Mani.

Le Contre Faustus se présente comme un dialogue entre Augustin lui-même et Faustus qu'il fait parler.
Augustin rejette l'astrologie en affirmant que l'étoile de Bethléem est apparue à cause de la naissance du Christ et non le contraire. Il attribue à Faustus le rejet de la génération du Christ : « je regarderai comme indigne de croire que Dieu, et le Dieu des chrétiens, soit né du sein d'une femme ».
Selon Alexandre Lacroix, directeur de Philosophie Magazine, Augustin reproche à Faustus de faire du mal une substance et d'admettre un dualisme entre « la lumière et les ténèbres, soit le bien et le mal, ou la sagesse et la stupidité ». Dans le Contre Faustus, Augustin s'appuie sur la notion grecque d'« hylé » (la matière). En effet, selon lui, les manichéens attribuent à la matière ce qui relève de l'esprit, à savoir donner une forme aux corps sans être corps soi-même. Au contraire pour Augustin qui s'inspire des philosophes grecs, la matière est privation de forme, elle ne peut que la recevoir et non la donner. L'origine du mal n'est ni Dieu, qui n'a pas créé le mal car il est bon, ni une substance du mal concurrente de Dieu. Le mal est défini négativement, son origine est la « perversité d'une volonté déviée vers les choses les plus basses », selon Augustin cité par Alexandre Lacroix. Le mal n'« est » pas à proprement parler, c'est la « volonté libre qui se détourne de Dieu ». Lacroix fait un parallèle entre la doctrine de la volonté libre d'Augustin et le comportement d'Anakin Skywalker dans la saga de science-fiction Star Wars. Anakin suit tantôt le mal, alors qu'il est dans le camp du bien, les Jedi ; tantôt le bien, alors qu'il est dans le camp du mal, les Sith. « Ce qui l'oriente de l'un ou de l'autre côté, c'est sa volonté seule. Voilà ce qui fait toute la valeur de Star Wars : dans cette saga, Augustin triomphe une deuxième fois de Faustus », écrit Lacroix.

## Postérité
Hannah Arendt, qui avait fait sa thèse de doctorat sur Le Concept d'amour chez Augustin, cite l'ouvrage Contre Fauste pour montrer que la charité n'est pas un lien politique entre les hommes, mais un lien supra-terrestre. La phrase originelle d'Augustin est que « Même les voleurs ont entre eux ce qu'ils appellent charité ». Augustin veut montrer par-là qu'il existe une bonne et une mauvaise charité, une qui est « recommandée par l'Apôtre » et l'autre qui est « condamnable et réprouvée ».
Arendt interprète ce passage en disant que la charité « convient admirablement pour guider dans le monde un groupe d'hommes qui refusent le monde, groupe de saints ou groupe de criminels », et veut montrer par là le « caractère non politique, non public de la communauté chrétienne » fondée sur la charité. En effet, un lien véritablement politique ne lie ni des saints, ni des criminels, et fait entrer les hommes dans un monde commun au lieu de les en retirer.

## Le traité
- Saint Augustin (trad. Abbé Hussenot, Abbé Devoille), Contre Fauste, le Manichéen (lire en ligne).